# Shao xing bencao
Matière médicale de l'ère Shao xing
La pharmacopée chinoise Shao xing bencao 绍兴本草 « Matière médicale de l'ère Shao xing » est le résultat de la révision de la Da guan bencao 大观本草 (publiée en 1108 à la fin de la dynastie des Song du Nord). Après l’invasion du nord de la Chine par les Jürchen et la capture de l’empereur Huizong 徽宗 et de son fils aîné (en 1127), son demi-frère cadet s’enfuit en Chine du Sud et devint le premier empereur de la dynastie des Song du Sud, sous le nom de Gaozong 高宗.
Durant l’ère Shao xing (1131-1162) du règne de l’empereur Gaozong, le fonctionnaire médical Wang Jixian 王继先 a dirigé la révision de la dernière pharmacopée, la Da guan bencao, et a publié son travail en 1159, sous le titre complet de Shao xing jiaoding jingshi zhenglei bencao 绍兴校定经史证类备急本草,, abrégé en Shao xing bencao 绍兴本草. C'est la seule pharmacopée de la dynastie des Song du Sud et la dernière compilation de ce genre sous les Song.
Depuis plusieurs siècles, il ne reste plus d’exemplaires imprimés de la Shao xing bencao en Chine, seuls des manuscrits incomplets ont été retrouvés au Japon et en Corée,.

## Historique du texte
Le spécialiste médical Wang Jixian 王继先 a dirigé la compilation de la nouvelle pharmacopée, en se basant sur la Da guan bencao 大观本草. Il en résulta le projet d’une œuvre intitulée Shao xing bencao 绍兴本草 « Matière médicale de l'ère Shao xing » qui comporte 32 volumes et un volume supplémentaire pour les commentaires linguistiques. Une version en 22 chapitres aurait aussi circulé.
En 1157, le projet fut présenté au trône qui demanda que le manuscrit soit révisé et peaufiné par le Secrétariat impérial et l'Académie impériale. Ce processus de révision incluait la vérification des contenus, l'ajout de commentaires et l'amélioration des illustrations. La version finale de l'ouvrage, révisée et approuvée, a été publiée en 1159 (29e année de l'ère Shaoxing). Cette date correspond à la publication officielle et à la diffusion de l'ouvrage.
La Shao xing bencao analyse 1748 substances médicinales, dont six nouvelles: le calamine (lu gan shi 炉甘石), le suif de plomb (xi lin zhi 锡蔺脂), les pois (wandou 豌豆), les carottes (huluobo 胡萝卜), la coriandre (xiangcai 香菜), et le ginkgo (yinxing 银杏).
Le responsable de la rédaction de cette nouvelle pharmacopée était Wang Jixian 王继先, un praticien médical hautement apprécié par l’empereur Gaozong pour la prise en charge de sa mère. La famille de Wang, réputée en chirurgie, était connue pour un médicament nommé Heihu Dan 黑虎丹 le « cinabre du tigre noir ». Il était aussi un fonctionnaire de la dynastie des Song du Sud ayant occupé des postes de commissaire d’armée. Cependant il fut démis de ses fonctions en raison de son caractère « perfide et fourbe », s'efforçant continuellement d'atteindre une position plus élevée. Cette rétrogradation pourrait expliquer pourquoi l'impact de sa Shao xing bencao 绍兴本草 fut limitée et pourquoi elle n'eut que peu d'influence sur les pharmacopées des dynasties suivantes Yuan, Ming et Qing.
Aucun exemplaire imprimé (gravé) de la Shao xing bencao n’a été trouvé en Chine ou à l’étranger mais de nombreux manuscrits incomplets existent au Japon et en Corée. Au Japon, plusieurs de ces manuscrits comportent des illustrations de drogues qui souvent ont été redessinées. Tous ces fragments de manuscrits peuvent, à leur tour, être remontés à la trace jusqu’à une copie en 19 chapitres et une autre en 5 chapitres. Dans tous ces cas, la disposition de ces drogues dans ces copies est identique à celle de la Da guan bencao avec seulement une subdivision en chapitres différente. Apparemment, un japonais a préparé en Chine une copie de la version en vingt-deux chapitres de l'édition de la Shao-xing, l’a amené au Japon où différentes copies ont été produites.

## Le texte
Bien que la Shao xing bencao 绍兴本草 ne se distingue pas autant que la Jia you bencao 嘉祐本草 par les corrections faites en recourant aux textes littéraires, cette pharmacopée apporte des compléments et des corrections basés sur la pratique clinique et l'observation réelle.
Dans la préface, Wang Jixian comme il est de coutume, retrace la longue lignée de pharmacopées qui depuis la Shennong bencao a conduit à la Shao xing bencao 绍兴本草. Il dresse cependant un réquisitoire implacable contre la littérature des bencao, truffée d’erreurs et de contradictions :
« L’examen attentif de tous les commentaires anciens et nouveaux par lesquels tous les auteurs se sont exprimés, montre que les confusions et les contradictions sont fréquentes. Bien que les commentaires de la période Tang aient corrigé les erreurs et contradictions de Tao [Hong jing] (陶弘景), ils étaient eux-mêmes truffés d’omissions et d’erreurs. Les commentateurs de la présente [dynastie] ont montré, à leur tour, les erreurs de la période Tang et ont eux-mêmes été à l’occasion incomplets. Une [assertion] est vraie et une autre [assertion] est fausse, et toutes les deux sont contradictoires. Si on examine la Bu zhu de Yuxi [=Jiā yòu bǔ zhù shénnóng běncǎo 嘉佑补注神农本草 de Zhang Yuxi 掌禹錫], on aperçoit les points de vue divergents de tous les auteurs consignés de manière complète, si bien qu’il est impossible de juger de la validité [de la moindre information]. [Dans ces travaux] une substance de nature froide est parfois listée parmi les traitements du froid, tandis que d’autres drogues de nature chaude sont utilisées pour traiter la chaleur. » (d'après la traduction anglaise de Paul Unschuld)
Selon les principes de base de la pharmacopée chinoise « les substances médicinales de nature froide et fraîche sont capables de clarifier la chaleur, de purger le feu et d’éliminer les substances toxiques, et sont utilisées principalement contre les syndromes de type chaleur » et inversement pour les drogues de nature chaude.
Wang Jixian corrige ainsi plusieurs erreurs mais sans jamais s’interroger sur leur origine, qu’ils semblent plutôt imputer à l’ignorance ou à un travail peu soigneux, plutôt qu’à la méthode de compilation utilisée. Plus loin, il indique
« Quoique nous ayons collecté les informations avec un grand filet, nous n'avons pas osé donner comme preuve ce qui n'était en réalité que des propos sans fondement. Nous avons étudié plus de 500 formules de prescription célèbres et prouvé que plus de 8 000 caractères étaient fautifs. »